# El Español Constitucional
El Español Constitucional fue un periódico liberal español impreso en Londres en dos épocas: 1818-1820 y 1824-1825.

## Primera etapa
El periodista Pedro Pascasio Fernández Sardinó, director y redactor principal de El Robespierre Español de Cádiz, escapó a Londres tras la reacción absolutista de Fernando VII en 1814 y allí publicó otro nuevo periódico desde septiembre de 1818 hasta agosto de 1820, cuando regresó a España ocho meses después del pronunciamiento militar de Rafael del Riego. El Español Constitucional fue publicado mensualmente en 24 números y estaba dividido en tres secciones: política, artes y ciencia y variedades. En estas incluía obras literarias –«piezas selectas»– y biografías. Su ideología era principalmente liberal moderada, alabando en especial a Agustín de Argüelles Álvarez. El periódico se presentaba a sí mismo como un instrumento revolucionario que exhortaba al pueblo español y al ejército a levantarse contra el monarca absolutista. Entre sus redactores estuvieron otros españoles exiliados, como su codirector Manuel María Acevedo y el economista Álvaro Flórez Estrada, que había sido diputado en las Cortes y en esa época era el político más relevante exiliado en Londres. La mayoría de los artículos no están firmados o sólo aparecen las iniciales del autor.

## Segunda etapa
Tras el abrupto fin del Trienio Liberal en 1823, se volvió a publicar como mensual desde marzo de 1824 hasta junio de 1825. Sus directores continuaron siendo Fernández Sardinó y Acevedo. El tono ideológico fue esta vez liberal exaltado o «veinteañista» frente a los defensores de la Constitución de 1812 conocidos por la historiografía como «doceañistas», quienes pondrán en marcha a su vez el periódico Ocios de Españoles Emigrados.